# كلينتون بينيت
كلينتون بينيت (بالإنجليزية: Clinton Bennett)‏ هو أكاديمي بريطاني، ولد في 7 أكتوبر 1955 في Tettenhall ‏ في المملكة المتحدة.